# Lene Scheuschner
Lene Scheuschner (* 12. Juli 1996 in Stralsund) ist eine deutsche Volleyballspielerin.

## Leben
Die Stralsunderin machte ihr Abitur und studierte von 2015 bis 2022 Medizin. Ab Ende 2021 absolvierte sie ihr praktisches Jahr der Ausbildung.

## Karriere in Vereinsmannschaften
Scheuschner interessierte sich zunächst für Leichtathletik. Im vierten Schuljahr kam sie dann zum Volleyball. Die Außenangreiferin begann ihre Karriere in ihrer Heimatstadt 2011 beim 1. VC Stralsund und absolvierte dort ihre ersten Einsätze in der zweiten Liga.
Im Jahr 2011 wechselte sie zum Schweriner SC und wurde in der Nachwuchsabteilung des Bundesligisten ausgebildet. 2012 erhielt sie ihren ersten Einsatz in der ersten Bundesliga. Im folgenden Jahr gewann Scheuschner mit der U18 die deutsche Meisterschaft. 2013 wurde sie in Schwerin außerdem als Eliteschülerin des Sports ausgezeichnet. Mit dem Schweriner Team spielte sie in der Champions League.
2014 ging sie nach Berlin zum Nachwuchsprojekt VC Olympia. 2015 wurde Scheuschner vom Bundesligisten Ladies in Black Aachen verpflichtet. Die Aachenerinnen schieden in den Pre-Playoffs der Bundesliga-Saison 2015/16 aus und mussten Insolvenz anmelden, weshalb Scheuschner den Verein nach einer Saison verließ. Sie kehrte in ihre Heimat zurück und schloss sich dem Zweitligisten Stralsunder Wildcats an. Nach der wegen der COVID-19-Pandemie abgebrochenen Saison 2019/2020 beendete Lene Scheuschner ihre Karriere im April 2020 zugunsten eines Studiums der Medizin an der Universität Rostock.
Ab November 2021 trat sie nochmals für die Wildcats Stralsund in der zweiten Bundesliga an.

## Nationalmannschaft
Lene Scheuschner gehörte zum deutschen Team bei den Europäischen Olympischen Sommer-Jugendfestival 2013.
Sie absolvierte mehr als 60 Spiele für die deutsche Junioren-Nationalmannschaft. Zu ihren Erfolgen gehört der 7. Platz bei der Europameisterschaft.

## Ehrungen
- Stralsunds Nachwuchssportlerin des Jahres 2010[10]
- Eliteschülerin des Sports in Schwerin 2013[11]